# Gilbert Rey
Gilbert Rey (Carouge, 10 ottobre 1930) è un ex calciatore svizzero, di ruolo centrocampista.

## Carriera
Con la Nazionale svizzera ha preso parte ai Mondiali 1962.

## Palmarès

### Club

#### Competizioni nazionali
- Campionato svizzero: 4

Young Boys: 1956-1957, 1957-1958, 1958-1959, 1959-1960
- Coppa Svizzera: 1

Young Boys: 1957-1958